# Jürgen Bauer (Wirtschaftswissenschaftler)
Jürgen Bauer (* 24. April 1951 in Groß Lengden, jetzt Gleichen) ist ein deutscher Agrar- und Wirtschaftswissenschaftler, Hochschullehrer und Professor für Allgemeine Betriebswirtschaftslehre an der Business School Berlin - Hochschule für Management; zuvor war er Professor und Präsident der Hochschule für angewandte Wissenschaften Bamberg – Private Hochschule für Gesundheit - University of Applied Sciences.

## Leben
Nach dem Abitur am Wirtschaftsgymnasium Göttingen studierte Jürgen Bauer Betriebswirtschaftslehre und Wirtschaftspädagogik an der Universität Göttingen mit einer Diplomarbeit zu Stochastische n-periodige Lagerhaltungsmodelle für unbekannte Nachfragesituationen. Er beendete das Studium mit dem akademischen Grad Diplom-Kaufmann. Nach dem Studium war Bauer wissenschaftlicher Assistent am Institut für Agrarökonomie der Universität Göttingen. Er hielt Vorlesungen und Übungen zu „Standortlehre“ und „Quantitative Planungsmethoden“ und partizipierte an einem Doktorandenstudium mit den Schwerpunkten Landwirtschaftliche Betriebslehre, Agrarpolitik und Ökonometrie. Er beendete das Promotionsstudium mit dem akademischen Grad Dr. sc. agr. Das Thema der Dissertation lautete Quantitative Entwicklungsplanung für ländliche Regionen. Die Dissertation wurde 1979 mit einem Preis der Bundesanstalt für Arbeit gewürdigt. Jürgen Bauer war Generalberichterstatter der EG-Tagung CEPFAR „Kleineinkommen in der Landwirtschaft“ in L’Aquila/Italien und unternahm einen Studienaufenthalt bei Mesarović in Cleveland (Ohio) im Rahmen des Forschungsprojektes der VolkswagenStiftung „Der Beitrag der EG zur Verbesserung der Welternährungslage.“

## Akademische Laufbahn
Von 1979 bis 1993 war Jürgen Bauer tätig beim Bundesverband der Deutschen Industrie (BDI), Köln, als Referent in der Abteilung Strukturpolitik (regionale und sektorale Strukturpolitik, EG-Strukturpolitik, Branchenentwicklungen u. a. Stahl, Automobil), in der Abteilung Allgemeine Wirtschaftspolitik (Arbeitsmarkt-, Tarif- und Sozialpolitik, Vermögensbildung, Verbindung zur Bundesvereinigung der Deutschen Arbeitgeberverbände), als Leiter der Abteilung Sozial- und Gesellschaftspolitik (Arbeitsmarkt-, Tarif- und Sozialpolitik, Vermögensbildung, Grundsatzfragen der Verbandsarbeit, Verbindung zur Bundesvereinigung der Deutschen Arbeitgeberverbände, Verbindung zu Parteien, Gewerkschaften, Kirchen, Geschäftsführung Gesprächskreis „Gesellschaftspolitik“), kommissarisch Leiter der Abteilung Deutsch-deutsche Wirtschaftspolitik (aktuelle Entwicklung bei Gesetzgebung, Wirtschaftsförderung, Treuhandanstalt, Geschäftsführung BDI-Ausschuss „Deutsch-deutsche Wirtschaftspolitik“), Leiter des BDI-Büros Berlin (Repräsentanz des BDI in den neuen Bundesländern, Geschäftsführung Industriekreis „Neue Bundesländer“) und Leiter der Abteilung Bildungspolitik (deutsche und europäische Bildungspolitik). Er war Vorstandsmitglied des Kuratoriums der deutschen Wirtschaft für berufliche Bildung, betraut mit der Geschäftsführung des BDI-Ausschusses „Bildungspolitik“ und Mitglied des Hauptausschusses des Bundesinstitut für Berufsbildung (BIBB).
Jürgen Bauer war Geschäftsführer der WHU – Otto Beisheim School of Management, Professor und Präsident an der Fachhochschule Schloss Hohenfels wie an der Privaten Hochschule für Gesundheit in Bamberg.